# Station Dygowo
Station Dygowo is een spoorwegstation in de Poolse plaats Dygowo.